# Vaccinium leptospermoides
Vaccinium leptospermoides är en ljungväxtart som beskrevs av J. J.Smith. Vaccinium leptospermoides ingår i Blåbärssläktet, och familjen ljungväxter. Utöver nominatformen finns också underarten V. l. glabrum.